# Stoja
Stoja Novaković (serb. cyryl. Стоја Новаковић; właśc. Stojanka Novaković, ur. 4 czerwca 1972 w Perlezie), znana jako Stoja – serbska piosenkarka turbofolkowa.

## Życiorys

### Kariera
Córka Milana i Katicy. Pochodzi ze wsi Perlez w Wojwodinie. W Perlezie mieszkała do 25 roku życia. Rodzina Novakoviciów była muzykalna, ojciec Milan śpiewał sevdalinki. Jej talent wokalny odkryła nauczycielka ze szkoły, która nakłoniła Stojankę, aby reprezentowała szkołę w konkursach muzycznych. Uczyła się w szkole handlowej w Zrenjaninie. Od roku 1987 śpiewała w lokalnych kawiarniach i dyskotekach, wspólnie z zespołem Cipiripi. W roku 1997 wydała swój pierwszy album Kako je meni sada w wytwórni Lazarević Production. Album utrzymany w stylistyce turbofolkowej odniósł duży sukces, a rok później piosenkarka podpisała kontrakt z firmą fonograficzną Grand Production. Już w 1999 ukazał się kolejny album Stoji Ćiki, ćiki. Jeden z największych przebojów piosenkarki Evropa został wykorzystany w bośniackim serialu telewizyjnym Viza za budućnost, wpływając na ogromną popularność wykonawczyni w Bośni i Hercegowinie. W 2006 występowała wspólnie z bośniackim zespołem Južni Vetar. W 2019 kariera piosenkarki uległa wyraźnemu spowolnieniu, do czego przyczyniła się epidemia koronawirusa COVID-19. Od początku swojej kariery Stoja współpracuje ze Stojanem Simeunoviciem, który jest autorem większości tekstów do jej piosenek.
Jej artystyczny dorobek obejmuje 10 albumów i 12 singli. W latach 2001–2002 zdobywała nagrody za największą liczbę sprzedanych płyt w Serbii. W 2005 została uznana najlepszą piosenkarką folkową w Bośni i Hercegowinie.

### Życie prywatne
Stoja Novaković wyszła za mąż w wieku 16 lat, rok później urodziła syna Milana, a w wieku 19 lat straciła męża, który zginął w wypadku samochodowym. Jak sama twierdziła w wywiadzie okres po śmierci męża był najtrudniejszy w jej życiu i nieraz przymierała głodem. W 2009 wyszła za mąż za architekta Igora Jovanovicia. Mieszka w Belgradzie.

## Dyskografia
- 1998: Kako je meni sada
- 1999: Ćiki, ćiki
- 2000: Samo
- 2001: Evropa
- 2003: Zakletva
- 2004: Starija
- 2006: Metak
- 2008: Do gole kože
- 2009: Naj, naj
- 2013: Nije da nije
- 2015: Bela ciganka